# Historia oral
El  testimonio oral es la especialidad dentro de la ciencia histórica que utiliza como fuente principal para la reconstrucción del pasado los testimonios orales. También puede entenderse como sinónimo de la tradición oral, es decir, del registro del pasado confiado a la memoria y la transmisión oral entre las generaciones, como son los mitos y leyendas. No obstante, deben separarse ambos conceptos, pues el primero se reconstruye con testimonios de primera mano de testigos presenciales, por tanto se restringe a la historia contemporánea, y el segundo hace referencia a periodos antiguos de los que no quedan, lógicamente, testigos vivos.

## Historiografía y fuentes orales
Las fuentes orales siempre han sido tomadas con prevención por los historiadores, y sometidas a crítica documental, aunque desde el principio de la historia como ciencia se han utilizado.
Antes del desarrollo de la escritura, la tradición oral, los mitos, los ritos, las costumbres y la cultura material eran los únicos medios para la transmisión de información de una generación a otra.
A pesar de que el surgimiento de la historia en Grecia (Heródoto, Tucídides) manejaba fundamentalmente testimonios orales y lo continuó haciendo durante la época romana (Estrabón) y la Edad Media (Froissart), ocurría más bien que el historiador redactaba sus propias memorias. La preponderancia de la utilización del registro escrito de historiadores precedentes (fuentes secundarias) o de registros escritos sin una finalidad necesariamente histórica (fuentes primarias de todo tipo) es consustancial a la tarea del historiador.  Los historiadores orales utilizan una variedad de métodos para recopilar testimonios, que van desde entrevistas estructuradas hasta conversaciones informales. Estos testimonios se registran típicamente en forma de grabaciones de audio o video, aunque también pueden transcribirse para su análisis y preservación.
Las citadas prevenciones y usos profesionales de los historiadores provocaron que la cientifización, la profesionalización y la institucionalización de la disciplina dejaran claramente relegadas las fuentes orales, vinculadas desde finales del siglo XVIII a los estudios folclóricos, considerados interesantes por la filología y la antropología (por ejemplo, los hermanos Grimm en Alemania). La vinculación de la historia oral con las capas populares de la sociedad o con las culturas que no conocen la escritura sigue siendo evidente. Esto produce que "a menudo, el objetivo declarado de muchos investigadores es dar la palabra a quienes no tienen voz para rescatar del pasado la experiencia de mayorías silenciosas o silenciadas, pues las elites (políticas, económicas e intelectuales) han tenido más oportunidades para manifestar ideas y legar testimonios. En este aspecto, las fuentes orales son muy útiles para investigar la historia familiar en la medida en que ofrecen vivencias de gente corriente"y su valor toma aún más fuerza cuando el tipo de investigación tiene enfoque en los grupos sociales que no poseen documentos.
La implicación del historiador con el tema (habitualmente muy emotivo) y con las personas que son sus fuentes puede constituir un problema de subjetividad, que como en todos los casos, debe intentar compensarse con la preocupación por mantener la objetividad tanto en las preguntas como en la forma que se hace la entrevista, con el fin de evitar distorsiones en la información a favor del historiador y no del entrevistado.

## El surgimiento de la disciplina
En la historiografía moderna "los testimonios orales han adquirido más tarde que otras fuentes históricas validez y categoría de documentos para investigar el pasado. Historiadores anglosajones e italianos fueron los primeros en utilizar fuentes orales para indagar temas como la conquista del Oeste, la historia social o el recuerdo del fascismo. En España la historia oral inició su andadura con la recopilación de testimonios sobre la Segunda República Española y la Guerra Civil Española, con el fin de recuperar la memoria histórica. En tal sentido fue emblemática Blood of Spain de Ronald Fraser (1979), una historia oral de la Guerra Civil publicada en español con el explícito título Recuérdalo tú y recuérdalo a otros". Las fuentes orales, como las entrevistas o testimonios, no son imparciales ni objetivas, ya que reflejan la perspectiva y los juicios de quienes las proporcionan. Sin embargo, son valiosas para comprender cómo las experiencias personales se entrelazan con la historia colectiva. Estas fuentes son testimonios y relatos de vida que pueden ayudar a investigar cómo las identidades colectivas se forman a partir de las experiencias individuales. Son documentos intencionales en los que las personas narran su propia historia y punto de vista, lo que resulta útil para entender aspectos más amplios de las identidades de grupos o comunidades. 
A partir de los History Workshops de la década de 1960, e historiadores como Paul Thompson, Phillippe Joutard y Raphael Samuel, se extendió a otros países como Italia (Luisa Passerini para la memoria del antifascismo en Turín) o Argentina (Dora Schwarzstein el exilio republicano español). La institucionalización de la disciplina se encauza en publicaciones periódicas como Historia y fuente oral , Storia orale, Oral History, Voces Recobradas, y archivos como el Archivo de la Palabra, en México, y el Archivo oral de la Universidad de Buenos Aires o el Archivo oral del Instituto Di Tella en Argentina.

## Metodología de la historia oral
La diferencia en las fuentes exige del historiador una renovación del aparato metodológico, e incluso del utillaje técnico. Como la principal herramienta de obtención de datos es la entrevista, es su registro adecuado la primera preocupación del investigador.  Lo de menos quizá es el procedimiento técnico que puede sofisticarse cada vez más con la sofisticación de los soportes (los tradicionales apuntes y las grabaciones magnetofónicas de los años 1970 o las grabaciones en video).
El historiador-entrevistador debe procurar influir lo menos posible a la hora de recoger los testimonios, pues si no se produce una alteración evidente de los mismos: la utilización de conceptos, categorías o hasta hechos o interpretaciones de los hechos que el entrevistado ha obtenido de su contacto con él y no de su experiencia personal. Es lógico que cualquier entrevistado tenga tendencia a contar lo que cree que su entrevistador espera oír de él. La tarea propiamente historiográfica e interpretativa, que corresponde al historiador, ha de ser posterior, tras haber reunido un corpus suficiente de material, que debe utilizar con respeto, pero sin renunciar a la crítica, como a cualquier otra fuente documental. Asimismo, deben contrastarse las fuentes y no renunciar a la utilización como apoyo de otras especialidades históricas. Cabe destacar que la debilidad de esta metodología es la subjetividad, pero que sin embargo la historia oral puede contar más realidades que las que están escritas en los archivos de historia oral.
Como estrategia educativa, los docentes del área de Ciencias Sociales (no solo en el entorno universitario sino también en las enseñanzas medias) pueden utilizar a la historia oral como recurso para el estudio del pasado reciente. Esta metodología acerca a los jóvenes a las prácticas de investigación y les permite participar activamente del proceso de aprendizaje. La implicación del alumno (en muchas ocasiones a través de su familia) en el tema concreto que se está estudiando plantea además el problema de la objetividad y la subjetividad en los estudios históricos. La entrevista de historia oral es el recurso mediante el cual el alumno-entrevistador (en este caso) recupera las experiencias almacenadas en la memoria de los entrevistados y las registra en una grabación. Por lo tanto, en la entrevista participan tanto el entrevistado como el entrevistador; este último “busca”, en la memoria individual del entrevistado a partir de un cuestionario en cuya elaboración participó en forma activa y consciente.